# Dominique Auguste Lereboullet
Dominique Auguste Lereboullet (Épinal, 19 settembre 1804 – Strasburgo, 6 ottobre 1865) è stato uno zoologo e medico francese.
Iniziò i suoi studi a Colmar, in Alsazia, prima di specializzarsi in medicina a Strasburgo, dove si laureò con una tesi sul colera. Negli anni in cui praticò da medico, si interessò all'anatomia comparata. In seguito occupò la cattedra di zoologia e anatomia comparata alla facoltà di scienze a Strasburgo. Morì per un colpo apoplettico a 61 anni.
Le sue ricerche in campo zoologico includono studi sui genitali dei vertebrati, embriologia comparata dei pesci e i crostacei.